# Каміль Рессу
Каміль Рессу (рум. Camil Ressu, 28 січня 1880, Галац — 1 квітня 1962, Бухарест) — румунський художник. Ректор Національного університету мистецтв Румунії.
Відомий як автор портретів своїх сучасників: Штефана Лук'яна, Тудора Аргезі, Янку Брезіану.

## Життя і творчість

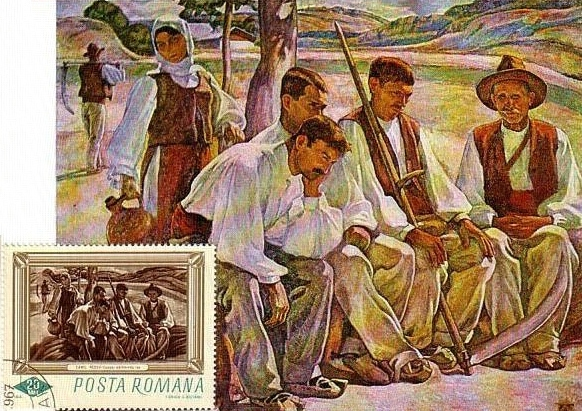

Рессу вивчав живопис в 1897-1899 в Національній школі образотворчих мистецтв (Școala Națională de Arte Frumoase) під керівництвом Ґеорґе Деметреску Міря, а потім в Яссах, у Ґеорґе Поповича. Продовжуючи свою освіту за кордоном, художник живе і займається в Мюнхені, а з 1902 — в Парижі, в Академії Жюліана, в класі Жана-Поля Лорана. Після повернення в 1908 до Румунії Рессу співпрацює з журналами Adevărul, Cronica і Facla, публікуючи в них свої карикатури і сатиричні малюнки. Виставляв свої твори на різних групових виставках. У 1910 пейзажі пензля Рессу і його полотна з буколічними сценками були показані на виставці «Молодь мистецтва». Перша персональна виставка Рессу відбулася в 1914. У 1917 він, разом з такими майстрами, як Ніколае Дереску, Штефаном Дімітреску, Йосипом Ісером, Маріус Бунеску, Дімітріє Пачуря, Корнелом Медрі, Іоном Жалячи і Оскаром Ганом утворює групу Румунське мистецтво (Arta Română). У 1921 Рессу стає одним із засновників Синдикату художників і скульпторів Румунії (Sindicatul Artiștilor plastici din România), і до 1923 його очолює. До 1941 він був професором і ректором бухарестського Національного університету мистецтв.
У 1950 Рессу стає почесним президентом Союзу румунських художників. У 1955 йому присвоюється звання Народного художника Румунії. Був дійсним членом Румунської академії.
Помер 1 квітня 1962 в Бухаресті, похований на цвинтарі Беллу

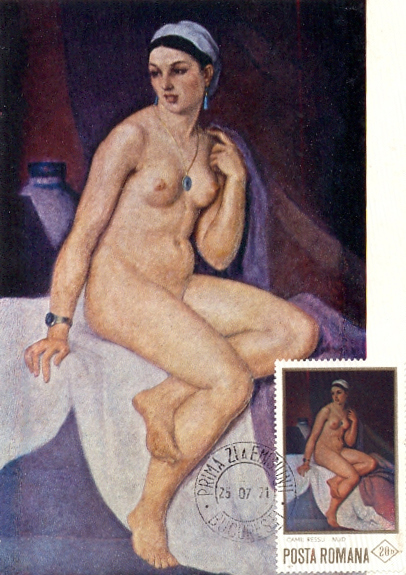
Каміль Рессу, Оголена